# Reprodukční práva
Reprodukční práva jsou zákonná práva a svobody týkající se reprodukce a reprodukčního zdraví, která se v jednotlivých zemích světa liší.

## Definice
Světová zdravotnická organizace definuje reprodukční práva takto:
Reprodukční práva spočívají v uznání základního práva všech párů a jednotlivců svobodně a zodpovědně rozhodovat o počtu, časovém rozmezí a době narození dětí a mít k tomuto informace a prostředky, jakož i práva na dosažení nejvyšší úrovně sexuálního a reprodukčního zdraví. Zahrnují také právo všech na rozhodování o reprodukci bez diskriminace, nátlaku a násilí.
Reprodukční práva žen mohou zahrnovat některé nebo všechny z následujících oblastí: právo na interrupci, antikoncepci, osvobození od nucené sterilizace nebo antikoncepce, právo na přístup ke kvalitní reprodukční zdravotní péči a právo na vzdělání a přístup k němu, aby se mohly v oblasti reprodukce svobodně a informovaně rozhodovat. Reprodukční práva mohou zahrnovat také právo na vzdělávání o pohlavně přenosných nemocech a dalších aspektech sexuality, právo na menstruační zdraví a ochranu před praktikami jako je ženská obřízka.

## Historie
Reprodukční práva se začala formovat jako podmnožina lidských práv na Mezinárodní konferenci OSN o lidských právech v roce 1968. Výsledná nezávazná Teheránská proklamace byla prvním mezinárodním dokumentem, který uznal jedno z těchto práv, konkrétně: „Rodiče mají základní lidské právo svobodně a zodpovědně určovat počet a intervaly mezi narozením svých dětí.“ Otázky sexuálního, gynekologického a duševního zdraví žen nebyly prioritou Organizace spojených národů, dokud je do popředí zájmu nedostala Dekáda žen Spojených národů (1975–1985). Státy však tato práva do mezinárodně právně závazných dokumentů začleňovaly pomalu. A tak zatímco některá z těchto práv již byla uznána v právně závazných dokumentech, jiná byla zmíněna pouze v nezávazných doporučeních.

### Teheránská proklamace
V roce 1945 byl do Charty Spojených národů začleněn závazek „podporovat… všeobecnou úctu a dodržování lidských práv a základních svobod pro všechny bez rozdílu rasy, pohlaví, jazyka nebo náboženství“. Charta však tato práva nedefinovala. O tři roky později přijala OSN Všeobecnou deklaraci lidských práv, první mezinárodní právní dokument, který vymezoval lidská práva; Všeobecná deklarace lidských práv se ale o reprodukčních právech nezmiňuje. Reprodukční práva se začala objevovat jako podmnožina lidských práv v Teheránské proklamaci z roku 1968, která uvádí: „Rodiče mají základní lidské právo svobodně a zodpovědně určovat počet a intervaly mezi narozením svých dětí“.
Toto právo potvrdilo Valné shromáždění OSN v Deklaraci o sociálním pokroku a rozvoji z roku 1969, která uvádí: „Rodině jako základní jednotce společnosti a přirozenému prostředí pro růst a blahobyt všech jejích členů, zejména dětí a mládeže, je třeba pomáhat a chránit ji, aby mohla plně převzít své povinnosti ve společnosti. Rodiče mají výlučné právo svobodně a zodpovědně rozhodovat o počtu svých dětí a intervalech mezi nimi.“ Konference OSN k Mezinárodnímu roku žen v roce 1975 na Teheránskou proklamaci odkázala.

### Káhirský akční program
Dvacetiletý káhirský akční program byl přijat v roce 1994 na Mezinárodní konferenci o populaci a rozvoji v Káhiře. V obsahu tohoto nezávazného akčního programu se mimo jiné uvádí, že vlády mají odpovědnost za uspokojování reprodukčních potřeb jednotlivců, nikoliv za plnění demografických cílů. Doporučoval, aby služby plánovaného rodičovství byly poskytovány v kontextu dalších služeb reprodukčního zdraví, včetně služeb pro zdravý a bezpečný porod, léčby pohlavně přenosných nemocí a péče po potratu. Mezinárodní konferenci o populaci a rozvoji se rovněž zabývala otázkami, jako je násilí na ženách, obchodování se sexem a zdraví dospívajících. Káhirský program je prvním mezinárodním politickým dokumentem, který definuje reprodukční zdraví, a uvádí v něm následující:
Reprodukční zdraví je stav úplné tělesné, duševní a sociální pohody, nikoli pouze nepřítomnost nemoci nebo vady, a to ve všech záležitostech týkajících se reprodukční soustavy a jejích funkcí a procesů. Reprodukční zdraví tedy znamená, že lidé jsou schopni vést uspokojivý a bezpečný sexuální život a že mají schopnost se rozmnožovat a svobodu rozhodovat se, zda, kdy a jak často tak učiní. Z této poslední podmínky vyplývá právo mužů a žen na informace o bezpečných, účinných, cenově dostupných a přijatelných metodách plánování rodičovství podle jejich volby, jakož i o dalších metodách regulace plodnosti, které nejsou v rozporu se zákonem, a právo na přístup k vhodným zdravotnickým službám, které ženám umožní bezpečně projít těhotenstvím a porodem a párům poskytnou nejlepší šanci na narození zdravého dítěte.
Na rozdíl od předchozích konferencí o populaci bylo v Káhiře zastoupeno široké spektrum zájmů od nejnižší po vládní úroveň. Mezinárodní konference o populaci a rozvoji se zúčastnilo 179 zemí a celkem jedenáct tisíc zástupců vlád, nevládních organizací, mezinárodních agentur a občanských aktivistů. Mezinárodní konference o populaci a rozvoji se nezabývala dalekosáhlými důsledky epidemie HIV/AIDS. V roce 1999 byla její doporučení rozšířena o závazek věnovat se vzdělávání v oblasti AIDS, výzkumu a prevence přenosu infekce z matky na dítě, jakož i vývoji vakcín a mikrobicidů.
Káhirský akční program přijalo 184 členských států OSN. Nicméně mnoho latinskoamerických a islámských států vzneslo k programu formální výhrady, zejména k jeho pojetí reprodukčních práv, sexuální svobody, přístupu k interrupcím a k jeho možnému nesouladu s islámským právem.
Realizace Káhirského akčního programu se v jednotlivých zemích značně liší. V mnoha zemích se po skončení Mezinárodní konference o populaci a rozvoji a implementaci jejích doporučení objevilo napětí. Od přijetí těchto doporučení mnoho zemí rozšířilo své programy týkající se reprodukčního zdraví a pokusilo se integrovat služby v oblasti zdraví matek a dětí s plánováním rodiny. Větší pozornost je věnována zdraví dospívajících a důsledkům nebezpečných potratů.

### Pekingská platforma
Čtvrtá světová konference o ženách v Pekingu v roce 1995 ve své nezávazné Deklaraci a akční platformě podpořila definici reprodukčního zdraví z Káhirského programu, ale kontext reprodukčních práv rozšířila:
Lidská práva žen zahrnují jejich právo na kontrolu a svobodné a zodpovědné rozhodování o záležitostech týkajících se jejich sexuality, včetně sexuálního a reprodukčního zdraví, bez nátlaku, diskriminace a násilí. Rovnoprávné vztahy mezi ženami a muži v otázkách sexuálních vztahů a reprodukce, včetně plného respektování nedotknutelnosti osoby, vyžadují vzájemný respekt, souhlas a společnou odpovědnost za sexuální chování a jeho důsledky.
Pekingská platforma vymezila dvanáct navzájem souvisejících kritických oblastí lidských práv žen, které je třeba prosazovat. Platforma formulovala reprodukční práva žen jako „nedělitelná, univerzální a nezcizitelná lidská práva“. Platforma pro čtvrtou světovou konferenci o ženách v roce 1995 obsahovala oddíl, který odsuzoval genderově podmíněné násilí a nucenou sterilizaci označil jako porušování lidských práv. Mezinárodně však právo žen na reprodukční zdravotní péči uznáno nebylo. Na této konferenci byla také poprvé zmíněna práva domorodých obyvatel a práva žen současně, čímž došlo k jejich spojení do jedné kategorie vyžadující zvláštní zastoupení. Reprodukční práva jsou silně zpolitizovaná, což ztěžuje přijímání právních předpisů na jejich ochranu.

### Yogyakartské principy
Yogyakartské principy aplikace mezinárodních lidských práv ve vztahu k sexuální orientaci a genderové identitě, které navrhla skupina odborníků v listopadu 2006, ale které dosud nebyly začleněny do mezinárodního práva, ve své preambuli prohlašují, že „mezinárodní společenství uznalo právo osob svobodně a odpovědně se rozhodovat o záležitostech týkajících se jejich sexuality, včetně sexuálního a reprodukčního zdraví, bez nátlaku, diskriminace a násilí“. V souvislosti s reprodukčním zdravím zásada č. 9 „Právo na humánní zacházení během zadržení“ vyžaduje, aby „státy… zajistily odpovídající přístup k lékařské péči a poradenství odpovídající potřebám zadržených osob, přičemž uznávají veškeré zvláštní potřeby osob na základě jejich sexuální orientace a genderové identity, včetně přístupu k reprodukčnímu zdraví, přístupu k informacím o HIV/AIDS a jeho léčbě a přístupu k hormonální nebo jiné terapii, jakož i k léčbě změny pohlaví, pokud je to žádoucí“. Nicméně africké, karibské a islámské země, stejně jako Ruská federace, se proti přijetí těchto zásad jako standardů lidských práv ohradily.